# Lübeck
Lübeck [▶] (donjonjemački: Lübeek, danski: Lybæk) je grad u sjevernoj Njemačkoj, u pokrajini Schleswig-Holstein. Kroz grad, koji je najveća njemačka luka na Baltiku, protječe rijeka Trave. Hamburg je udaljen 65 km u smjeru jugozapada.
Lübeck je nekoliko stoljeća bio glavni grad Hanzeatske lige ("kraljica Hanze").
Stari se dio grada nalazi na popisu UNESCO-ove Svjetske baštine.
Lübeck je rodno mjesto njemačkog kancelara Willyja Brandta.

## Povijest
Prostor oko Lübecka je bio naseljen od neolitika. Oko 700. godine se naseljavaju Slaveni, a u tom prostoru već je mnogo Germana. Slaveni su osnovali naselje Liubice sjeverno od današnjeg grada. Na tom prostoru su živjeli Slaveni Obodriti (Bodrići), a Liubice su bile njihovo najvažnije naselje.
Današnji grad osnovao je grof od Schauenburga i Holsteina Adolf II. 1143. godine. Sagradio je tvrđavu na otoku Bucu na rijeci Trave. U tom gradu su se naselili Nijemci. Grad je često mijenjao vlasnike. Između 1217. i 1227. su ga zauzeli Danci. Od 1200. postaje glavna baza Teutonskih vitezova za osvajanje Baltika. Godine 1227. Fridrik II. proglasio ga je slobodnim carskim gradom. Postao je članom Hanze, saveza trgovačkih gradova na Baltičkom i Sjevernom moru. Do 14. st. je postao najveći i najznačajniji trgovački grad unutar Hanze i najznačajnija njemačka luka. Grad je nastradao u nekoliko ratova Hanze protiv Danske. U Tridesetogodišnjem ratu u 17. st. je bio neutralan, ali je doživio veliko razaranje. Godine 1669. Hanza je raspuštena, a Lübeck je ostao slobodni grad i trgovačko središte.
Tijekom Napoleonskih ratova okupirali su ga Francuzi. Ostao je samostalan grad sve do ujedinjenja Njemačke 1871. Od 1866. je bio član Sjevernonjemačkog saveza. S vremenom jača značenje Hamburga i njegove luke, a opada značenje Lübecka. Lübeck je bio prvi njemački grad koji su Saveznici bombardirali u 2. svj. ratu. Dne 28. ožujka 1942. godine britanski bombarderi bacili su na Lübeck 300 tona bomba i za samo 32 sata ovaj se grad pretvorio u veliki kotao. Pet od sedam tornjeva bilo je teško oštećeno i svaka peta stambena kuća pretvorena je u pepeo. Nakon rata se u grad naselilo mnogo izbjeglica. Blizu grada je prolazila granica dvije Njemačke.

## Zemljopis
Lübeck se nalazi na sjeveru Njemačke na Baltičkom moru. Nalazi se na estuariju (širokom ušću) rijeke Trave. Ušće je pogodna prirodna luka. Centar grada se nalazi na otoku na rijeci. Postoji kanal do rijeke Elbe. Reljef je nizinski (Pribaltička nizina).

## Znamenitosti
Stari grad je većinom sačuvao srednjovjekovni izgled sa starim zgradama i uskim ulicama. Tipične su zgrade u sjevernogotičkom (baltičkogotičkom) stilu (građene od crvene cigle bez fasade sa zelenim krovovima). U grad se nekoć moglo ući samo kroz četvera gradska vrata, od kojih su dvoja sačuvana, slavna vrata Holstentor (1478.) i Burgtor (1444.). 
Središtem starog grada dominira sedam crkvenih tornjeva od kojih su najstariji toranj gradske gotičke katedrale i Crkve sv. Marije (Marienkirche), obje iz 13. i 14. stoljeća.
Ostale značajne građevine su: 
- Gradska vijećnica (Lübecker Rathaus).
- Crkva Svete Katarine koja je nekada bila dio samostana, današnje latinske škole Katharineum.
- Kuća Thomasa Manna.
- Kuća Güntera Grassa.
- Crkva Svetog Lovre koje se nalazi na mjestu groblja umrlih od kuge u 16. stoljeću.
- Crkva Svetog Jakova (Lübecker Jakobikirche, 1334.).
- Povijesno skladište soli (Salzspeicher) gdje je sol iz Lüneburga čekala na isplovljavanje prema baltičkim lukama.

Poput mnogih drugih njemačkih gradova, i Lübeck ima dugu tradiciju Božićnog sajma u prosincu, koji uključuje slavnu tržnicu ručno rađenih predmeta u Bolnici Svetog Duha (Heiligen-Geist-Hospital) koja se nalazi na sjevernom kraju ulice Königstrasse.

### Muzeji
U Lübecku se nalazi veliki broj manjih muzeja poput muzeja St. Annen, Behnhaus i Holstentor. Muzej kazališnih lutaka u Lübecku je privatnom vlasništvu, a u gradu se nalazi i atraktivna fontana lightvessel koja je izrađena kao rekonstrukcija hanzeatske karavele iz 15. stoljeća.
- Gradska vrata Holstentor (1470.).
- Bolnica Sveti Duh, jedna od najstarijih socijalnih institucija u Lübecku (1260.).
- Karakteristični strmi krov gradske kuće.
- Gradska vijećnica.
- Brodica Fehmarnbelt ispred koncertnog i kongresnog centra.

## Poznate osobe
- Willy Brandt, njemački kancelar
- Thomas Mann, romanopisac, dobitnik Nobelove nagrade za književnost

## Gradovi prijatelji
| - Kotka, Finska (1969.) - Venecija, Italija (1979.) - Wismar, Njemačka (1987.) - La Rochelle, Francuska (1988.) - Klaipėda, Litva (1990.) | - Kawasaki, Kanagawa, Japan (1992.) - Szczecin, Poljska (1993.) - Bergen, Norveška (1996.) - Visby, Švedska (1999.) - Spokane, SAD |